# عدنان الشحماني

## عدنان الشحماني
عدنان رميض الشحماني (مواليد 15 فبراير 1968، بغداد) هو سياسي وأكاديمي عراقي، شغل عضوية مجلس النواب العراقي لدورتين متتاليتين، وكان رئيس كتلة الوفاء النيابية، كما شارك في تأسيس وقيادة التيار الرسالي، وله مساهمات في مجالات الفكر السياسي والعمل الميداني ضمن الحشد الشعبي.

### التحصيل العلمي
- درس العلوم الإسلامية في الحوزة العلمية في النجف الأشرف.
- حاصل على بكالوريوس في القانون من كلية الإمام الكاظم الجامعة.
- ماجستير في العلوم السياسية – قسم الدراسات الدولية – كلية العلوم السياسية، جامعة بغداد.
- دكتوراه في العلوم السياسية – قسم الدراسات الدولية – الجامعة الإسلامية في لبنان.

### المؤلفات
- نهايات متناقضة – دار المحجة البيضاء (2023): تناول الدور الأمريكي في ألمانيا، اليابان، العراق، وأفغانستان.
- الرولباور الأمريكي في القرن الحادي والعشرين – دار روافد (2023): يناقش القوة والدور الأمريكي في النظام الدولي.
- الأقلون: صراع الطين والنار – كتاب في العقائد، دار المحجة البيضاء.
- السياسة الخارجية لدول مجلس التعاون الخليجي تجاه إيران.
- دور القوى الدولية في بناء الدول: الولايات المتحدة الأمريكية والعراق – دراسة حالة.

### النشاط الأكاديمي والبحثي
شارك في مؤتمرات وندوات سياسية وأمنية واستراتيجية في:
- ألمانيا (برلين)
- النمسا (فيينا)
- المملكة المتحدة (لندن)
- إيران (طهران – وزارة الخارجية)

### المناصب والمسؤوليات
- الأمين العام للتيار الرسالي.
- قائد ميداني للواء رساليون ضمن الحشد الشعبي.
- عضو مجلس النواب العراقي (2010–2014، 2014–2018).
- عضو لجنة الأمن والدفاع البرلمانية.
- رئيس كتلة الوفاء النيابية.
- رئيس مركز بغداد الدولي للدراسات وبناء السلام.
- رئيس مجلس إدارة جريدة الهدى.
- رئيس مؤسسة هدى الصدر الثقافية.
- رئيس مجلس إدارة قناة الموعد الفضائية.

### العمل الدعوي والسياسي
بدأ نشاطه الإسلامي مبكراً ضمن صفوف حزب الدعوة الإسلامية، وشارك في الانتفاضة الشعبانية عام 1991، حيث تنقل بين واسط، النجف، وبغداد.
في التسعينيات، انضم إلى منظمة بدر وشارك في عمليات ميدانية داخل العراق. لاحقًا، ارتبط بالسيد محمد محمد صادق الصدر، حيث شغل عدة مواقع في مكتبه، منها:
- عضو مكتب الحقوق الشرعية.
- مسؤول تنظيم المواعيد الخاصة.
- إدارة المحكمة الشرعية التي تحولت لاحقاً إلى القضاء الحوزوي.

### النشاط خارج العراق
بعد استهدافه من النظام السابق، غادر العراق إلى سوريا، حيث عمل ضمن مكاتب السيد الصدر وحزب الدعوة، وساهم في استقبال طلبة الحوزة الفارين من العراق. رفض عروض اللجوء الأوروبي وفضّل البقاء في المنطقة لدعم العمل الجهادي.
عاد إلى العراق عام 2000، واعتُقل عام 2001 على يد أمن النظام البعثي، قبل أن يُطلق سراحه عام 2002 نتيجة ضغوط دولية.

### بعد 2003
أسس مؤسسة هدى الصدر الثقافية، وجريدة الهدى، ثم أطلق "الحركة الرسالية" التي أصبحت نواة "التيار الرسالي"، وترأسه منذ 2007.

### الحشد الشعبي
في عام 2014، شكّل "لواء رساليون" الذي شارك في معارك ضد تنظيم داعش في حزام بغداد، الكرمة، والموصل. وقد سبق ذلك تأسيس لجان شعبية لحماية مناطق بغداد من التهديدات الإرهابية، بالتزامن مع فتوى الجهاد الكفائي.

### اعتزاله العمل السياسي
رغم فوزه في دورتين نيابيتين، امتنع عن الترشح في انتخابات 2018، مفضلاً التفرغ للجانب العقائدي والثقافي، وسط توقعات بتعقيدات سياسية ومخاطر مجتمعية.